# Giuseppe Pietrocola
Giuseppe Pietrocola (Vasto, 14 novembre 1805 – Massa Lubrense, 26 novembre 1889) è stato un anatomista, chirurgo e politico italiano, esponente di spicco della scuola medica napoletana, ruolo che gli fu riconosciuto, postumo, anche dal britannico Lancet. Nell'ultimo decennio del Regno delle due Sicilie svolse anche un ruolo politico istituzionale come segretario interino del Consiglio di Pubblica Istruzione, membro con voto.
I libri pubblicati nel regno di Napoli in questo periodo hanno tutti dei nulla osta con la sua firma.

## Biografia
Figlio di Emmanuele e di Maria Clementina dei baroni Anelli, studiò medicina al Real Collegio Cerusico di Napoli.
Nel 1824 pubblicò una memoria sulla emanazione della luce che guadagnò pubblica distinzione; a seguire, nel 1825 ideò un nuovo metodo per il trattamento chirurgico della cataratta, un anno più tardi invece per il trattamento dell'aneurisma.
Laureatosi nel 1827, divenne chirurgo presso l'ospedale di San Francesco.
Nel 1829 iniziò a lavorare per la cattedra di Anatomia di cui, nel 1842, divenne titolare: ivi formò allievi quali Antonio Cardarelli, Luigi de Crecchio, Mariano Semmola, Ottavio Morisani e Giovanni Antonelli.
Operò come chirurgo anche presso l'ospedale Santa Maria di Loreto e fu ispettore sanitario presso altri ospedali.
Fu professore per la parte sanitaria nel Real Collegio del Salvatore e nel Collegio di Musica in San Pietro a Maiella, nonché autore di pubblicazioni scientifiche, membro della Società chirurgico-anatomica di Perugia e dell'Accademia dei Fisiocritici di Siena.
A fine 1849 fu nominato segretario generale dell'Istruzione Pubblica e fu rettore della Regia università di Napoli nel biennio 1857-59.
Quello di rettore a Napoli fu il suo ultimo incarico pubblico: dopo l'Unità d'Italia rimase fedele alla monarchia borbonica e decise quindi di ritirarsi presso la residenza di suo fratello, il pittore Floriano, a Sant'Agata sui Due Golfi, una frazione di Massa Lubrense, ove rimase fino alla morte nel 1889.
Nel 1892 a Vasto, suo luogo d'origine, fu scoperta una lapide commemorativa apposta sul fronte della sua casa natale; la circostanza fu ripresa anche dalla rivista medico-scientifica britannica The Lancet che, nell'occasione, ebbe modo di definire il chirurgo abruzzese «a lungo tra i maggiori luminari della scuola napoletana».

## Opere
- Pierre Nicolas Gerdy e Giuseppe Pietrocola, Trattato di apparecchi chirurgici in tavole litografiche, Napoli, Tipografia Fernandes, 1834, OCLC 24381631, SBN NAP0229921.
- Giuseppe Pietrocola, Brevi dilucidazioni alle tavole anatomiche sul sistema venoso e principali tronchi arteriosi del corpo umano, Napoli, Tipografia Fernandes, 1837, SBN BA10033660.
- Giuseppe Pietrocola, Cenno storico filosofico sulle anastomosi del nervo gran simpatico coi nervi encefalici per Giuseppe Pietrocola, Napoli, Tipografia Fernandes, 1840, SBN NAP0162865.
- Giuseppe Pietrocola, Rendiconto del Consiglio generale di pubblica istruzione, Napoli, Stabilimento tipografico de Dante, 1850, OCLC 31539649.